# VSDC Free Video Editor
VSDC Free Video Editor est un logiciel professionnel de montage non linéaire développée par Flash-Integro LLC. Le programme est adapté pour le traitement des séquences vidéo à haute définition, y compris des vidéos 4K UHD, 3D et des vidéos immersives à 360º. VSDC permet d’appliquer des effets de postproduction professionnels, offre des outils avancés de la correction des couleurs, prend en charge les plug-ins VirtualDub ainsi que la possibilité d’enregistrer une vidéo d’écran, d’enregistrer une voix, d’exporter des fichiers multimédia à de nombreux formats préconfigurés pour la publication sur Facebook, Vimeo, YouTube Instagram et Twitter.

## Revue
VSDC fonctionne sous Windows 2000 et suivants. L'éditeur prend en charge les fichiers vidéo et audio enregistrés sur les smartphones, caméras d'action, caméras professionnelles, drones, et peut être utilisé pour toutes les tâches courantes du montage vidéo.

## Traitement de la vidéo

### Edition de base
- Couper, fractionner, fusionner, redimensionner, recadrer, faire pivoter, jouer à l'envers, changer le volume
- Modification de la qualité et de la résolution
- Stabilisation d’une vidéo
- Modification de la vitesse
- Ajout du texte et des sous-titres
- Effets du texte: Recoloring, Déplacement de position, Effets de glyphe, Effet de texte défilant
- Les lignes courbes serves à dessiner les lignes courbes et placer du texte autour
- Assistant de diaporama qui offre plus de 70 effets de transition
- Instantanés
- Filtre DeLogo sert à masquer automatiquement les éléments indésirables dans une vidéo avec des effets de flou et de pixellisation
- Conversion d’une vidéo immersive à 360º en vidéo 2D
- Conversion d’une vidéo 3D en vidéo 2D
- Filtres Instagram servent à appliquer un filtre complexe à une vidéo ou une image en un clic
- L'éditeur de texte avec un certain nombre de polices disponibles et 9 jeux de caractères prend en charge la possibilité de télécharger et utiliser des polices personnalisées, de modifier leur couleur, type et contour
- Outil de conversion intégré prenant en charge plus de 20 formats
- Outil d'enregistrement d'écran intégré
- Outil d'enregistrement vocal

### Postproduction avancée
Correction des couleurs
 
Outre des outils standard du réglage automatique, contraste, luminosité ou température, VSDC offre des solutions professionnelles de la correction des couleurs :
- Tables de correction des couleurs (LUT)
- Courbe RVB modifie l'aspect de la vidéo ou de l'image selon la couleur sélectionnée (rouge, vert, bleu ou blanc).
- Courbes de Teinte / Saturation définissent la région de couleur et permettent de modifier l'aspect d'une vidéo ou d'une image en fonction de la couleur sélectionnée.
- L’outil Dégradé permet de créer un fondu progressif entre plusieurs couleurs.
- 20+ paramètres standards de couleur
- La fenêtre des couleurs, y compris le Vecteurscope, permet de surveiller en temps réel les résultats de la correction des couleurs

L'outil Masque permet d'appliquer un ou plusieurs filtres à une certaine partie d'une vidéo ou image

30+ modes de fusion

Mouvement - les objets sur la scène changent leur position en suivant la trajectoire définie

Animation - une illusion du mouvement et animation d'objets statiques

Montage multicaméra - cette fonctionnalité permet de basculer entre différentes angles de caméra et facilite la capture du plan parfait

Chroma Key - 3 modes pour supprimer n'importe quelle couleur de la vidéo (généralement utilisé pour remplacer l'arrière-plan vert) : HSL, YUV et "Par masque de Chroma Key"

Effets vidéo :
- Modification d’un arrière-plan (Chroma Key) est un outil qui permet de remplacer un arrière-plan d’une vidéo du fond vert ou bleu
- 15 filtres y compris Deinterlacing, Pixelize, Delogo, Blur et plus
- 8 effets de transformation, y compris Zoom, Mirror, Resample et plus
- 5 solutions de transparence

Effets TV dynamiques (TV vieillissement, TV cassée, TV bruit)
Prise en charge des plugins VirtualDub

Graphiques 3D, y compris histogramme, schéma squelettisé, nuage de points, graphique en bulles, graphique linéaire, graphique de corrélation, graphique dynamique, graphique à secteurs 3d, anneau 3d, graphique en radar en points, etc. aident à optimiser l'affichage de toutes les données complexes

Traitement d’une vidéo immersive à 360 degrés et une vidéo 3D

Images clés de couleur - la fonctionnalité qui permet d'attribuer des couleurs aux images clés créées lors de l'utilisation d'effets avec un paramètre de couleur. L'algorithme calculera le dégradé de couleur linéaire entre les couleurs attribuées et créera une belle animation de couleur.

Prise en charge des fichiers proxy - la fonctionnalité qui permet de créer des copies légères des vidéos haute résolution pour améliorer les performances du logiciel et garantir un montage plus fluide.

## Traitement de l’audio
VSDC permet de fractionner une vidéo en couches audio et vidéo et de les éditer en tant que des éléments séparés: une forme d'onde et une piste vidéo.
Outils de l’édition audio et effets sonores :
- L'outil Audio Spectrum anime une forme d'onde selon le rythme de la musique ou tout autre son.
- VSDC permet d'enregistrer une voix off directement pendant la lecture d’une séquence.
- Les effets d'amplitude audio aident à corriger des nuances sonores d’une bande.
- Les effets de retard, tempo ou timbre servent à modifier la vitesse d’une bande sonore comme si elle est chantée par un chœur, étirées dans le temps ou lue à l'envers.
- Outil DeNoise (Filtre Médian et Porte Audio) servent à réduire du bruit audio.
- Traitement simultané des plusieurs pistes audio

## Formats et codecs
| Formats d'importation | Formats d'importation                                                                    | Formats d'importation                       |
| --- | ---------------------------------------------------------------------------------------- | ------------------------------------------- |
| Vidéo | Audio                                                                                    | Image                                       |
| WebM, AVI, QuickTime (MP4/M4V, 3GP/2G2, QuickTime File Format), HDVideo/AVCHD (MTS, M2TS, TS, MOD, TOD), Windows Media (WMV, ASF, DVR-MS), DVD/VOB, VCD/SVCD, MPEG/MPEG-1/DAT, Matroska Video (MKV), Real Media Video (RM, RMVB), Flash Video (SWF, FLV), DV, AMV-MTV, NUT, H.264/MPEG-4, MJPEG, H265/HEVC, SVG, WebP, GIF | MP3/ MP2, WMA, M4A, AAC, FLAC, Ogg, RA, RAM, VOC, WAV, AC3, AIFF, MPA, AU, APE, CUE, CDA | BMP, JPEG/JPG, PNG, PSD, GIF, ICO, CUR, SVG |

| Formats d'exportation                 | Formats d'exportation | Formats d'exportation | Formats d'exportation | Formats d'exportation | Formats d'exportation | Formats d'exportation | Formats d'exportation |
| ------------------------------------- | --- | --------------------- | --------------------- | --------------------- | --------------------- | --------------------- | --------------------- |
| PC                                    | Web | iPhone/iPad           | DVD                   | Mobile                | PSP                   | Xbox                  | MP3/MP4               |
| AMV, MPG, MOV, WMV, MKV, RM, SWF, FLV | Pour les réseaux sociaux, y compris YouTube, Instagram, Facebook, Twitter, Vimeo, ainsi que MP4, WebM, FLV, SWF, GIF, APNG | M4V                   | DVD, VCD, AVI, MPG    | 3GP, 3G2, MP4, RM     | PSP                   | WMV, AVI, MP4, DVD    | MP4, AMV, MTV         |